# ロイヤルブータン航空
ドルック・エア（ロイヤルブータン航空）(英語: Drukair  - Royal Bhutan Airlines、ゾンカ語: འབྲུག་མཁའ་འགྲུལ་ལས་འཛིན།）は、ブータンの国営航空会社である。社名は Drukair Corporation Limited. であり、副名称として Royal Bhutan Airlines も併用している。

## 概要
ブータン唯一の国際空港であるパロ国際空港を本拠地とする国営航空会社で、ブータンのフラッグキャリアである。英語の社名に冠されている Druk （ドゥク＝竜）はブータンの象徴であり、ブータン国旗に描かれる「雷竜」のことでもある。また、2030年度以降にA319の置き換えとして、A320neoとA321XLRを導入すると発表されている。
2025年現在はヘリコプターの運行業務も手掛けている。

## 歴史
- 1981年 設立
- 1983年 運航開始
- 2024年12月 ヘリコプター運行業務に参入

## 就航地
- ブータン：パロ、ツァシガン、ジャカール
- タイ：バンコク/スワンナプーム
- バングラデシュ：ダッカ
- インド：バグドグラ（英語版）、デリー、ガヤ、グワーハーティー、コルカタ
- ネパール：カトマンズ

2023年2月

## 保有機材

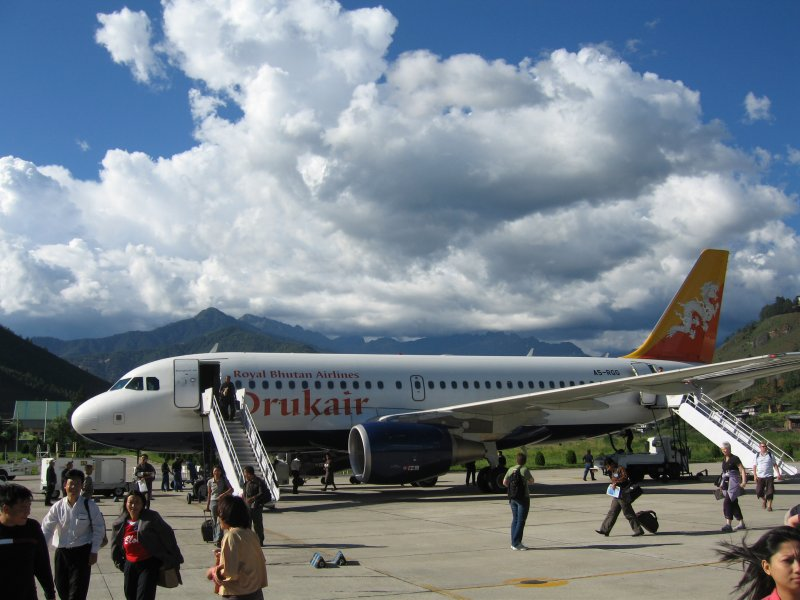
ブータン航空A319型機。パロ空港にて

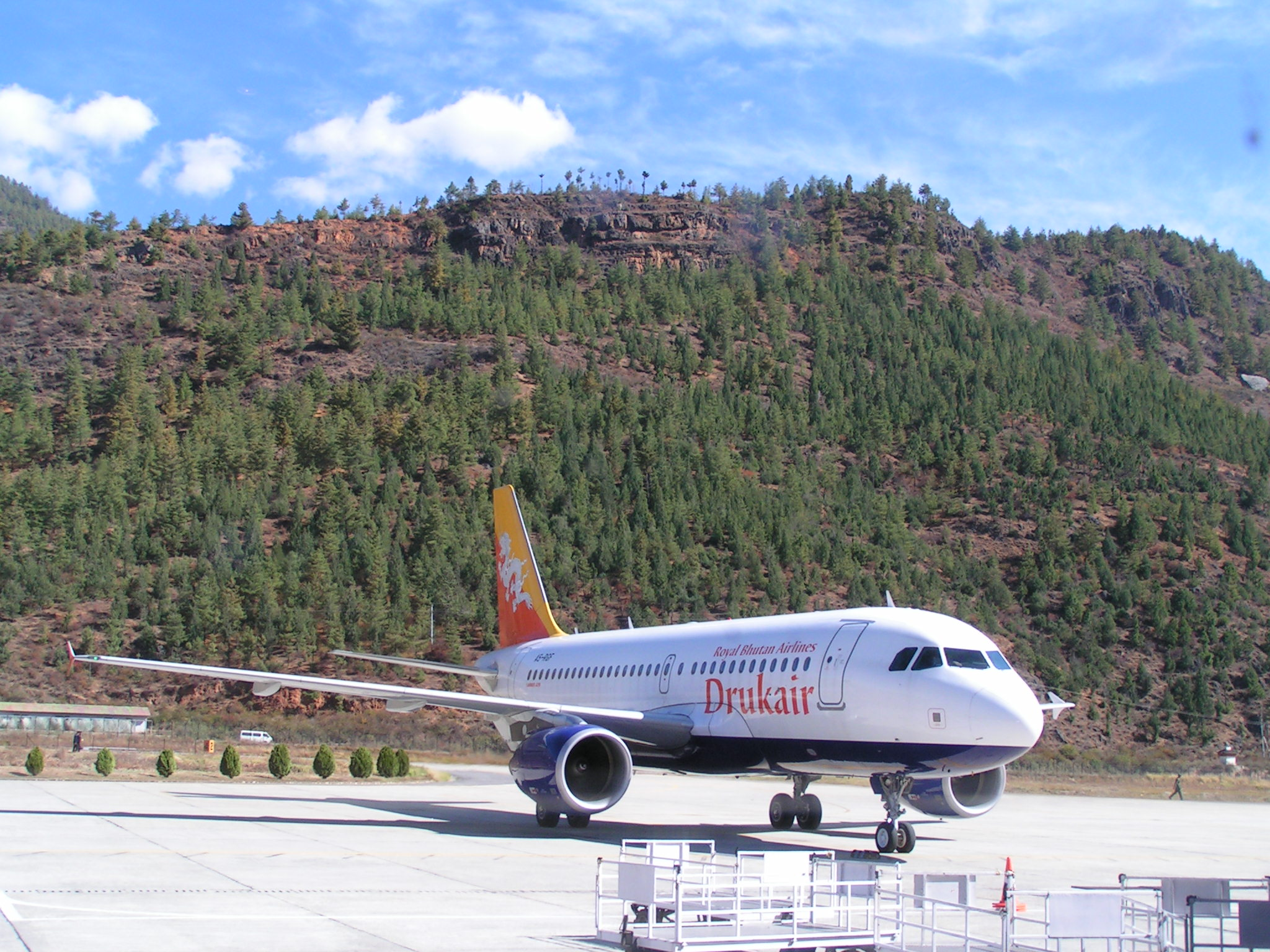
パロ空港に駐機中のブータン航空A319型機

### 運航機材
| 機材            | 運用機数 | 座席数 | 座席数 | 座席数 | 備考 |
| 機材            | 運用機数 | C      | Y      | 計     | 備考 |
| --------------- | -------- | ------ | ------ | ------ | ---- |
| エアバスA320neo | 1        | 20     | 120    | 140    |      |
| エアバスA319ceo | 3        | 16     | 102    | 118    |      |
| ATR 42-600      | 1        | 8      | 32     | 40     |      |
| 合計            | 5        |        |        |        |      |

2023年現在
これ以外に、ヘリコプター運行業務参入に合わせ、2024年にエアバス H130 T2（en:Eurocopter EC130）を2機導入している。

### 退役済機材
- ドルニエ 228
- ブリティッシュ・エアロスペース BAe 146
- ブリティッシュ・エアロスペース アブロ RJX-70
- ATR 42-500

出典